# Tshikapa
Tshikapa är en stad i Kongo-Kinshasa. Den är huvudstad i provinsen Kasaï, i den sydvästra delen av landet, 600 km öster om huvudstaden Kinshasa.